# Boothbay (Maine)
Boothbay es un pueblo ubicado en el condado de Lincoln en el estado estadounidense de Maine. En el Censo de 2010 tenía una población de 3.120 habitantes y una densidad poblacional de 16,78 personas por km².

## Geografía
Boothbay se encuentra ubicado en las coordenadas 43°47′48″N 69°35′57″O / 43.79667, -69.59917. Según la Oficina del Censo de los Estados Unidos, Boothbay tiene una superficie total de 185.97 km², de la cual 56.8 km² corresponden a tierra firme y (69.46%) 129.17 km² es agua.

## Demografía
Según el censo de 2010, había 3.120 personas residiendo en Boothbay. La densidad de población era de 16,78 hab./km². De los 3.120 habitantes, Boothbay estaba compuesto por el 97.98% blancos, el 0.45% eran afroamericanos, el 0.26% eran amerindios, el 0.42% eran asiáticos, el 0.03% eran isleños del Pacífico, el 0.03% eran de otras razas y el 0.83% pertenecían a dos o más razas. Del total de la población el 0.51% eran hispanos o latinos de cualquier raza.